# Parafia św. Józefa Robotnika w Ustrzykach Dolnych

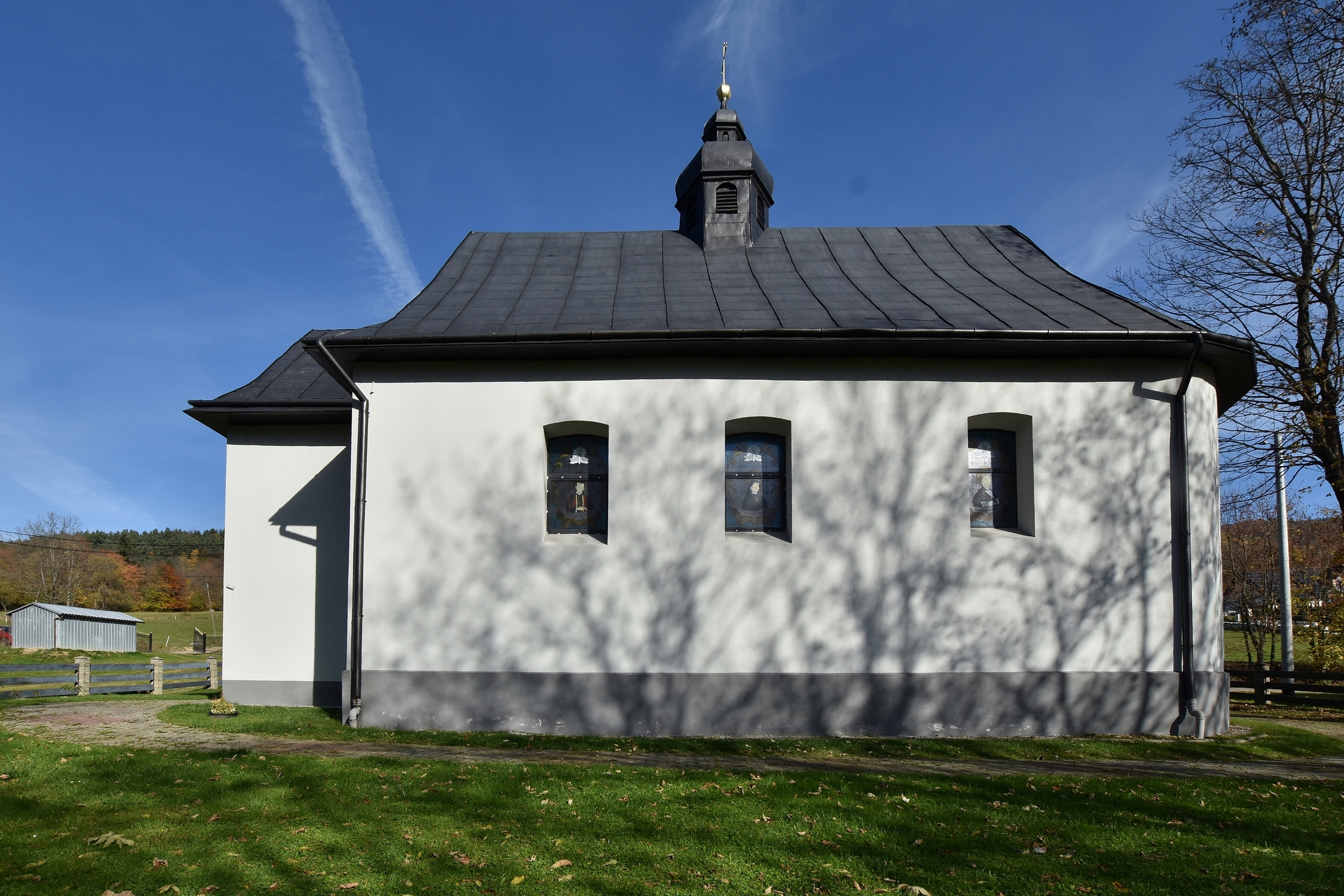
Kościół filialny w Strwiążku

Parafia św. Józefa Robotnika w Ustrzykach Dolnych – parafia rzymskokatolicka pod wezwaniem w Ustrzykach Dolnych, należąca do dekanatu Ustrzyki Dolne w archidiecezji przemyskiej.

## Historia
W 1979 roku na placu planowanej budowy kościoła, oddano do użytku tymczasową kaplicę zaadaptowaną z budynku mieszkalnego. 
W latach 1983–1991 zbudowano murowany kościół według projektu arch. Leonarda Reppela. 25 czerwca 1992 roku dekretem bpa Ignacego Tokarczuka została erygowana parafia, z wydzielonego terytorium parafii Najświętszej Maryi Panny Królowej Polski w Ustrzykach Dolnych. Pierwszym proboszczem został ks. Jan Cag.
W 1977 roku w Strwiążku zaadaptowano dawną cerkiew na kościół filialny pw. bł. Marii Ledóchowskiej.
Na terenie parafii jest 5 000 wiernych (w tym w Strwiążku 44 domów).

## Terytorium parafii
Teren parafii obejmuje ulice: Batorego, Dobra, Gombrowicza, Jagiellońska, Jana Pawła II, Łukasiewicza, Nadgórna (od wylotu ul. Sikorskiego na zachód), Nowa, Ogrodowa, PCK, Piastowska, Rzeczna, Słoneczna, Sobieskiego, Stokowa, Wincentego Pola, Witosa, 1 maja (strona północna, numery nieparzyste od wylotu ul. Jana Pawła II), osiedle Strwiążek.

## Grupy parafialne
W parafii działa wiele grup parafialnych takich jak: 
- wspólnota modlitewna "Wieczernik"
- Róże Różańcowe
- Apostolstwo modlitwy
- Ministranci
- Chór parafialny - prowadzony przez Siostrę Michaelę - organistkę (od 2018), założony przez siostrę Urszulę CFS (organistkę) w 2008 roku.
- Ruch Światło - Życie (Oaza młodzieży)
- Kółko misyjne dzieci - prowadzone przez siostrę Mirosławę (od 2018)
- Wojownicy Maryi - od września 2023

## Siostry zakonne
W parafii od 1997 roku swoją posługę rozpoczęły siostry ze zgromadzenia Zgromadzenie Córek św. Franciszka Serafickiego. Siostry w parafii pełnią posługę organistek, katechetek oraz zakrystianek. 
Obecnie są to: (stan na rok 2024)
- s. Mirosława - katechetka przy ZSP nr. 2 oraz przełożona wspólnoty sióstr
- s. Julia - organistka
- s. Antonina - zakrystianka[4].